# Mallinella octosignata
Mallinella octosignata là một loài nhện trong họ Zodariidae.
Loài này thuộc chi Mallinella. Mallinella octosignata được Eugène Simon miêu tả năm 1903.